# Shezow
SheZow er en australsk-canadisk tegnefilmserie, der er blevet sendt på den australske tv-kanal Network Ten fra 15. december 2012 og efterfølgende på tv-kanaler i andre lande. Serien er rettet mod 6-11-årige og er på 26 afsnit, der hver består af to afsnit a 12 minutter. Serien er skabt af Obie Scott Wade, designet af Kyla May, produceret af Moody Street Kids og Kickstart Productions og distribueret af DHX Media.
Serien handler om den 12-årige dreng Guy Hammon, som finder en fingerring, der forvandler bæreren til en superhelt. Men ringen er beregnet til piger, så Guy får prompte et tilsvarende lyserød-lilla dragt med skørt, højhælede støvler og langt hår. Men det forhindrer ham ikke i at tage kampen op mod alskens mærkværdige fjender i byen Megadale med sin laserlæbestift og andet uortodokst feminint udstyr og støttet af søsteren Kelly og vennen Maz.

## Baggrund
"Da jeg var barn, spekulerede jeg på, hvad der ville ske, hvis Kaptajn Marvel ved et uheld sagde "she"-zam i stedet for "sha-zam"."
Obie Scott Wade om inspirationen til Shezow.
Historien om det, der skulle blive til SheZow, tog sin begyndelse i 2005, da G4 sendte den fire minutter lange voksenorienterede tegnefilm Shezaam, i hvilken skraldemanden Joe utilsigtet tager en kraftring beregnet til kvinder på og bliver forvandlet til superheltinden Shezaam. Tegnefilmen blev imidlertid ingen succes og gled hurtigt ud i glemslen.
Skaberne gav imidlertid konceptet en overhaling, og i 2007 sendtes som en af afsnittene i Disneys serie Shorty McShorts' Shorts den fem minutter lange tegnefilm Shezow. Her prøver drengen Guy sin tantes ring, der forvandler ham til superheltinden Shezow og som sådan redder han efterfølgende vennen Jose fra bøller med hjælp fra sin søster med det resultat at Jose bliver forelsket i Shezow. I modsætning til den senere serie var Shezows kostume lyserødt, og både Guy og hans søster havde grønt hår. I forhold til den oprindelige tegnefilm var den et fremskridt men gled også hurtigt ud i glemslen.
Fem år senere begyndte der imidlertid at dukke rygter op om en transvestit/crossdressing superheltetegnefilm. I september 2012 åbnede SheZows skabere så på Facebook, og artikler om den kommende serie begyndte at brede sig. Da introen blev offentliggjort på YouTube bredte interessen sig for alvor i internetfora, om end reaktionerne var noget delte. Nogle anså det for at være sexistisk, mens andre pegede på at vestlige serier typisk bruger konceptet som engangs gag og oftest dårligt udført i stedet for at gøre det på en mere original måde. Modsat blev der dog også lavet en del fantegninger, allerede før første afsnit blev sendt.
I første omgang blev der sendt 8 afsnit i december 2012, mens de resterende 18 umiddelbart lod vente på sig. 26. februar 2013 skrev Obie Scott Wade på Twitter: "Angående hvornår serien vil blive sendt, siger de marts lige nu. Vi får se..." I praksis blev der dog ikke noget at se for de australske tv-seere, men 20. marts 2013 annoncerede den amerikanske tv-kanal The Hub til gengæld, at de ville sende SheZow i løbet af sommeren 2013. Obie Scott Wades reaktion: "Ja det er sandt. The Hub har taget den op. Knib mig enelleranden." Kort efter fik han endnu mere at glæde sig over, da franske Lagardère Active TV og italienske Switchover Media også erhvervede rettighederne til serien for at sende den på hhv. Canal J og Frisbee. Også den britiske tv-kanal BSkyB planlægger at sende serien senere i 2013.
I USA gav annonceringen af serien, der fik premiere der 1. juni 2013, anledning til noget blandede reaktioner. Margaret Loesch fra The Hub: "Da jeg første gang hørte om serien, var min reaktion 'Er I gået fra forstanden?' Så så jeg på det, og jeg tænkte at 'Det her er bare morsomt'." Ben Shapiro fra Breitbart News var af en anden mening: "Intet siger 'børnevenligt stof' som gender-bending mindreårige superhelte." Rich Ferraro, talsmand for GLAAD skød tilbage: "Artiklen fra Breitbart News er bare et latterligt forsøg på at få opmærksomhed, i stil med Jerry Falwells angreb på Teletubbies, og demonstrerer en grundlæggende ignorance omkring transkønnede personer, siden der ikke er nogen i denne serie." En børnepsykolog, Sally Ann Graham, bidrog også til diskussionen og sagde, at forældre ikke havde noget at frygte, for aspektet med en dreng i pigetøj ville gå henover hovedet på de fleste børn, der ville se det som ren underholdning. Mens skaberen Obie Scott Wade skrev: "Jeg satte ud for at skabe en komedie med SheZow, ikke en politisk erklæring. Mens figuren Guy lærer mange ting om sig selv ved at blive SheZow, så er det primære fokus på ansvarlighed og mindre på køn."
På den australske hjemmebane vendte SheZow efter et halvt års fravær tilbage til Network Ten med nye afsnit 6. juli 2013, der efterfølgende blev sendt hver lørdag frem til 2. november 2013. I USA fulgte afsnittene i reglen tre uger senere, idet visse afsnit dog blev sendt i en anden rækkefølge. På spørgsmålet om hvorvidt der ville komme en anden sæson lød Obie Scott Wades svar i begyndelsen af november 2013: "Der er snak men ikke noget definitivt endnu. Vi får se. Krydser fingre."

## Figurer

### Hovedpersoner
- Guy Hamdon/SheZow - Den 12-årige dreng og hovedperson der kommer til at tage en magisk fingerring på, der forvandler ham til den kvindelige superhelt SheZow. Han skifter ganske vist ikke køn som sådan,[12] men til gengæld får han langt hår, en lyserød-lilla dragt med skørt, højhælede hvide støvler og hvad der ellers hører til en kvindelig superhelt.
- Kelly Hamdon - Guys ældre tvillingsøster der hjælper ham, og som samtidig er formanden for SheZows fanklub.
- Maz Kepler - Guys bedste ven der til stadighed forsøger at skabe sig en personlighed som SheZows nye hjælper.

### Andre personer
- Agnes Monroe - Guys og Kellows afdøde grandtante og den tidligere SheZow.
- Caped Koala - En koala og tegneseriesuperhelt.
- Crash Thunder - Gus og Maz's favoritwrester der frygter intet undtagen trolde.
- Gal Hamdon/DudePow - Guy/SheZows alternative udgave fra et andet univers, der viser sig at være en pige, der bliver forvandlet til en mandlig superhelt.
- Mrs. Creature - Guys, Kellys og Maz's lærer der ikke bryder sig om Kelly.
- Sheila - En supercomputer i "She-Lair".
- Droosha Hamdon - Guys og Kellys bongospillende poetiske mor der elsker SheZow
- Boxter Hamdon - Guys og Kellys far og politibetjent der ikke kan lide SheZow, fordi denne altid tager æren for at redde dagen.
- Wackerman - Boxters makker med tendens til at konstatere det åbenlyse.
- Brian Smirk - Allestedsnærværende og utiltalende rapporter fra Megadale TV der altid er på pletten, når der sker noget med SheZow.

### Skurke
- Aliens - Højt intelligente rumvæsener der bruger Jordens skrald til at skabe det kraftigste våben, som rumvæsener kender til.
- Alistuffle FDU III
- Baby Scarington - En kombination af det Guy frygter som kaster ham mellem det virkelige og uvirkelige for at se hende i øjnene.
- Big Chow Slim - Trods navnet en fed undergrundsboss og øverste chef for alle ninjaer.
- Brouhaha - En irriterende ræv der ynder practical jokes. Han blev fanget af den tidligere SheZow (Guys og Kellys tante Agnes) i en støvsuger og bliver nemt ophidset, når folk ikke ler af hans vittigheder.
- Candy Rapper
- Cold Finger - En barnlig ismand der bor sammen med sin mor.
- Dr. Frankenweather - En tidligere meteorolog fra Megadale TV der er besat af kontrollere vejret for at kunne kontrollere verdenen.
- Evil Park Ranger
- Fibberachee - En rockstjerne der er jaloux på SheZows popularitet, og som forvandler sit publikum til zombier  i et forsøg på at eliminere ham.
- Grilla - DudePows primære fjende og den alternative udgave af Cold Finger i et andet univers.
- Le Pigeon
- Little Moochers
- Major Attitude
- Manny Ken
- Mega Monkey - En genmodificeret abe fra fremtiden hvis ultimative mål er at gøre verdenen til sine slaver.
- Mister Cylinder
- Mocktopus - Et skørt udseende søuhyre, der er del haj, del blæksprutte og del pilrokke, med en tilsvarende skør stemme og en meget sarkastisk personlighed.
- Periwinkle - Tandfeen Sherrys onde nevø der forsøgte at stjæle alle pengene til de børn der lægger tænder under deres hovedpuder.
- Pushy Pirate Posse - En gruppe pirater der stjæler fra videobutikker og bebytøjsbutikker.
- Señor Yo-Yo - En spansk skurk der bruger sine yo-yoer som hemmeligt våben og til forsvar.
- SheZap - SheZows onde klon skabt af en Guys afklippede fingernegle tilsat giftig væske. Er bleglig grøn og har et tilsvarende kostume.
- Spit Bubble
- Tara - Tante Agnes tidligere ven der efter at SheZow blev mere kendt og populær end hende valgte at blive skurk og sværgede at ville tilintetgøre SheZow.
- Tattoozala - Verdens ældste tatovør med en barnlig drøm om at male byen, og som blev arresteret for det.

## Stemmer
- Jacquie Brennan - Sheila, Tara
- Lyall Brooks - Brian Smirk, Tattoozala, Coldfinger, Mocktopus, Wackerman, Senior YoYo, Count Pussenbite, Aristotle, Megamonkey
- David-Myles Brown - Guy/SheZow (i Australien)
- Dan Hamill - Officer Boxter, Candy Rapper
- Matt Hill - Maz
- Diana Kaarina - Kelly
- Justin Kennedy - Eugene
- Elizabeth Nabben - Droosha, Aunt Agnes
- Cecelia Ramsdale - Coldfinger,Gal/DudePow
- Sam Vincent - Guy/SheZow (i alle engelsktalende områder udenfor Australien)[13], SheZap

## Musik
Musikken til introsangen er skrevet af Christopher Elves, mens Jeff Gunn synger.

## Afsnit
Nedenfor er gengivet en liste over seriens afsnit, med angivelse af hvornår de sendtes første gang i hhv. Australien og USA. Afsnittene er sorteret efter første udsendelse i Australien.
| #  | Titel                                              | Forfatter                                                                                            | Første sendedag Australien | Første sendedag USA |
| -- | -------------------------------------------------- | --- | -------------------------- | ------------------- |
| 01 | "SheZow Happens - Cold Finger"                     | Obie Scott Wade - Lazar Saric                                                                        | 15. december 2012          | 1. juni 2013        |
| 02 | "Makin' Bank - Super Sidekick"                     | Obie Scott Wade - Brendan Luno                                                                       | 16. december 2012          | 8. juni 2013        |
| 03 | "Glamageddon - Shezap"                             | Tania Lacy efter historie af Vivian Geffen - Brendan Luno                                            | 21. december 2012          | 15. juni 2013       |
| 04 | "Mr. Nice Guy - Dental Breakdown"                  | Eric Truehart - Lazar Saric og Obie Scott Wade efter historie af Dan Reheuser                        | 22. december 2012          | 13. juli 2013       |
| 05 | "Guy & Doll - Family Tree"                         | Becky Overton - Ann Austen                                                                           | 23. december 2012          | 29. juni 2013       |
| 06 | "Crash Thunder - Meet Dr. Frankenweather"          | Tommy Campbell - Ray Boseley efter historie af Dan Reheuser                                          | 28. december 2012          | 20. juli 2013       |
| 07 | "Fortune Kooky - Black is the new Pink"            | Kevin Nemeth - Chris Carter                                                                          | 29. december 2012          | 6. juli 2013        |
| 08 | "S.I.C.K. Day - Stuck Up"                          | Lazar Saric - Josh Hamilton                                                                          | 30. december 2012          | 22. juni 2013       |
| 09 | "SheZow Meets DudePow - She-Phat"                  | Keith Wagner - Dennis Haley og Macy Brown                                                            | 6. juli 2013               | 27. juli 2013       |
| 10 | "Babysitter Jitters - No Tattoo 4U"                | John Hardman - Obie Scott Wade                                                                       | 13. juli 2013              | 3. august 2013      |
| 11 | "A Walk in My Heels - She-T"                       | Kevin Sullivan - Brendan Luno                                                                        | 20. juli 2013              | 10. august 2013     |
| 12 | "BrouHaHa - Shehicle Pickle"                       | Dennis Haley og Macy Brown - Keith Wagner                                                            | 27. juli 2013              | 17. august 2013     |
| 13 | "Momnesia - Facsimilady"                           | Josh Hamilton - Denise Downer                                                                        | 3. august 2013             | 24. august 2013     |
| 14 | "ShePal - Le Pigeon"                               | Justin Kennedy - Ray Boseley efter historie af Tommy Campbell                                        | 10. august 2013            | 31. august 2013     |
| 15 | "In She-D - Fibberachee"                           | Nato Knotchel - Mark Fellows                                                                         | 17. august 2013            | 7. september 2013   |
| 16 | "Sarcazmo the Great - She Squatch"                 | S. Armstrong og S. Krause - Carter Crocker                                                           | 24. august 2013            | 14. september 2013  |
| 17 | "Maz Junior - Uncommon Cold"                       | Becky Overton efter historie af Dan Reheuser - Brendan Luno                                          | 31. august 2013            | 21. september 2013  |
| 18 | "Transformation Overload - Wishington"             | Carter Crocker - Ray Boseley                                                                         | 7. september 2013          | 28. september 2013  |
| 19 | "PSA Lister - Friend or Faux"                      | Josh Hamilton - Carter Crocker, Obie Scott Wade og Josh Worth efter historie af Josh Worth           | 14. september 2013         | 5. oktober 2013     |
| 20 | "SheZow for a Day - No Girls Allowed"              | Brendan Luno - Ann Austen efter historie af Josh Worth                                               | 21. september 2013         | 12. oktober 2013    |
| 21 | "Unplugged - Lawn Gone Mad"                        | Philip Dalkin efter historie af Dan Reheuser - Obie Scott Wade                                       | 28. september 2013         | 19. oktober 2013    |
| 22 | "Evil Villain's Day - Vampire Cats in Zombie Town" | Brendan Luno - Eric Truehart                                                                         | 5. oktober 2013            | 26. oktober 2013    |
| 23 | "Shezon's Greetings - Snow Way, Dude!"             | Dan Reheuser, Obie Scott Wade og Merriwether Williams efter historie af Vivian Geffen - Doug MacLeod | 12. oktober 2013           | 30. november 2013   |
| 24 | "Hot Rocks - SheZap is Whack"                      | Nate Knetchel - Obie Scott Wade                                                                      | 19. oktober 2013           | 9. november 2013    |
| 25 | "Missing Link - Null & Void"                       | Ray Boseley - Brendan Luno                                                                           | 26. oktober 2013           | 16. november 2013   |
| 26 | "Supernatural History - Dudepow Returns"           | Ann Austen - Keith Wagner                                                                            | 2. november 2013           | 2. november 2013    |

## Kuriosa
Om en tegning baseret på afsnittet Mr. Nice Guy skrev Obie Scott Wade på Twitter: "Det er baseret på mit yndlingsafsnit, Mr. Nice Guy hvor SheZow bliver en terapeut for skurke. Jeg elsker det simpelthen til døde." Senere udvidede Obie Scott Wade dog listen af yndlingsafsnit til at omfatte Mr. Nice Guy, Dental Breakdown, Evil Villain's Day, PSA Lister, Missing Link og Null & Void.